# Lula (Italija)
Lula (sardinski: Lùvula) je grad i općina (comune) u pokrajini Nuoru u regiji Sardiniji, Italija. Nalazi se na nadmorskoj visini od 521 metar i ima 1 397 stanovnika.
 Prostire se na 148,72 km². Gustoća naseljenosti je 9 st/km².
Susjedne općine su: Bitti, Dorgali, Galtellì, Irgoli, Loculi, Lodè, Onanì, Orune i Siniscola.